# Lektionar 4
Lektionar 4 (nach der Nummerierung von Gregory-Aland als sigla ℓ 4 bezeichnet) ist ein griechisches Manuskript des Neuen Testaments auf Pergamentblättern. Mittels Paläographie wurde es auf das 11. Jahrhundert datiert.

## Beschreibung
Der Kodex enthält Lektionen der Evangelien (Evangelistarium). Es ist in griechischer Minuskelhandschrift auf 199 Pergamentblättern (27,9 × 22,3 cm) beschrieben. Jede Seite hat 2 Spalten mit je 24 Zeilen.
Das Manuskript enthält ein Synaxarion und ein Martyrologium. Die Verse Johannes 8:3–11 (Jesus und die Ehebrecherin) sind ausgelassen.
Das Lektionar wurde von John Mill untersucht.
Der Kodex befindet wird in der Universitätsbibliothek Cambridge (Dd. 8.49) in Cambridge aufbewahrt.